# Francesco Bruni (giurista medievale)
Francesco Bruni, o dal Bruno, latinizzato come Franciscus Brunus (San Severino Marche, prima metà del XV secolo – 1510), è stato un giurista e giudice italiano del XV-XVI secolo operante a Siena, noto soprattutto per il suo trattato De indiciis et tortura.

## Biografia
Nacque nella prima metà del XV secolo da una famiglia nobile di San Severino Marche.
Studìo presso l'università di Perugia in anni compresi tra il 1450 e il 1464, allievo di Giovanni Montesperelli e Baldo Bartolini, conseguendo il dottorato in utroque iure.
Rivestì la carica di podestà di Macerata nel 1483 e nel 1493-1494 fu giudice civile a Siena.
Il suo trattato sulla tortura intitolato De indiciis et tortura, scritto probabilmente nel 1493, fu pubblicato a Siena nel 1495 e riedito per quasi un secolo.
Morì nel 1510.

## Opere
- (LA) De indiciis et tortura, Siena, Henricus de Harlem, 1495. Pavia, Leonardo Gerla, c. 1497.[1]